# Північнокорейська вона
Вона КНДР (кор. 원, 圓; код KPW) — валюта Корейської Народно-Демократичної Республіки. Складається зі 100 чон (кор. 전, 錢).

## Історія
Паперові банкноти вперше з'явилися в Кореї у XX столітті — у 1910 році в обіг увійшли перші корейські купюри номіналом 1 вон.
Після окупації Кореї Японією основною грошовою одиницею в країні була єна, назва якої звучала корейською як «вона». У той час йєна складала приблизно один долар і ділилася на монети менших номіналів, які в Японії носили назву «сіна», а в Кореї — «чона». Центральний банк Кореї, який контролювала японська колоніальна адміністрація, займався емісією валюти, що діяла в Кореї. В обігу знаходилися купюри номіналом 1, 5, 10 і 100 вон. Однак, це були колоніальні купюри, власні ж грошові знаки з'явилися лише у 1950 році.
У 1945 році радянські війська використовували гроші («вони»), які друкувалися в СРСР. Вони являли собою банкноти номіналом 1, 5, 10 і 100 вон військового випуску.

### Реформа 2009 року
В кінці листопада 2009 року влада КНДР оголосила про деномінацію вони по курсу 100:1. Термін обміну був встановлений до 7 грудня того ж року: на обмін громадянам давалося близько тижня. Спочатку оголошувалося, що поріг обміну становитиме 100 тисяч вон (обмін грошей понад цієї суми заборонявся). 1 грудня цей поріг був підвищений до 200 тисяч вон. 2 грудня поріг знову знижений до 100 тисяч, але було оголошено, що гроші понад цієї суми можна обмінювати, але за курсом 1000:1 (з втратою 90% вартості).
На 4 грудня сума, дозволена до легального обміну, приблизно відповідала $60 за курсом чорного ринку. За даними BBC, ця міра уряду призвела до масових проявів невдоволення населення: незадоволені громадяни публічно спалювали купи старих вон.
На території Північної Кореї в обігу перебувають купюри номіналом  в 100, 200, 500, 1000, 2000, 5000 вон. Являючись платіжоспроможними купюри в 5, 10, 50 вонів через значну інфляцію в обігу знайти практично неможливо. Монет в обігу немає.

## Монети

### Серія 1959—2005 років
|  | 1 чон    | 16 мм | 0.64 г | 1.4 мм  | Алюміній | Гладкий   | Герб КНДР              | Номінал, рік випуску    | 1959, 1970 |
|  | 5 чонів  | 18 мм | 0.81 г | 1.4 мм  | Алюміній | Гладкий   | Герб КНДР              | Номінал, рік випусу     | 1959, 1974 |
|  | 10 чонів | 20 мм | 0.95 г | 1.4 мм  | Алюміній | Гладкий   | Герб КНДР              | Номінал, рік випуску    | 1959       |
|  | 50 чонів | 25 мм | 2.01 г | 1.4 мм  | Алюміній | Гладкий   | Герб КНДР              | Чхолліма, рік випуску   | 1978       |
|  | 1 вона   | 27 мм | 2.32 г | 1.79 мм | Алюміній | Рубчастий | Герб КНДР, рік випуску | Народний палац навчання | 1987       |
|  | 5 вон    | 21 мм | 1.2 г  | 1.5 мм  | Алюміній | Гладкий   | Герб КНДР, рік випуску | Номінал                 | 2005       |
|  | 10 вон   | 23 мм | 1.67 г | 1.8 мм  | Алюміній | Гладкий   | Герб КНДР, рік випуску | Номінал                 | 2005       |
|  | 50 вон   | 25 мм | 2.01 г | 1.85 мм | Алюміній | Гладкий   | Герб КНДР, рік випуску | Номінал                 | 2005       |
|  | 100 вон  | 27 мм | 2.27 г | 1.8 мм  | Алюміній | Гладкий   | Герб КНДР, рік випуску | Номінал                 | 2005       |

### Серія 2002—2008 років
|  | 1 чон    | 18 мм   | 0.8 г | 1.48 мм | Алюміній | Гладкий | Герб КНДР | Рододендрон Шліппенбаха, рік випуску | 2008 |
|  | 5 чонів  | 19 мм   | 1 г   | 1.51 мм | Алюміній | Гладкий | Герб КНДР | Півонія кущова, рік випуску          | 2008 |
|  | 10 чонів | 19.5 мм | 1 г   | 1.47 мм | Алюміній | Гладкий | Герб КНДР | Азалія, рік випуску                  | 2002 |
|  | 50 чонів | 21.6 мм | 1.5 г | 1.78 мм | Алюміній | Гладкий | Герб КНДР | Кімченирія, рік випуску              | 2002 |
|  | 1 вона   | 24 мм   | 1.8 г | 1.91 мм | Алюміній | Гладкий | Герб КНДР | Кімірсенія, рік випуску              | 2002 |

## Банкноти

### Серія 1947 року
У грудні 1947 року на території Північної кореї було введено вону, вона замінила собою корейську єну, обмін проводився зі співвідношенням 1:1.
У 1947—1959 роках монети у КНДР не карбувалися
| Серія 1947 року | Серія 1947 року | Серія 1947 року | Серія 1947 року | Серія 1947 року      | Серія 1947 року                   | Серія 1947 року       | Серія 1947 року |
| Зображення      | Зображення      | Номінал         | Розміри (мм)    | Основні кольори      | Опис                              | Опис                  | Роки випуску    |
| Аверс           | Реверс          | Номінал         | Розміри (мм)    | Основні кольори      | Аверс                             | Реверс                | Роки випуску    |
| --------------- | --------------- | --------------- | --------------- | -------------------- | --------------------------------- | --------------------- | --------------- |
|                 |                 | 15 чонів        | 85×44           | коричневий           | Номінал із візерунком             | Номінал із візерунком | 1947            |
|                 |                 | 20 чонів        | 85×44           | зелений              | Номінал із візерунком             | Номінал із візерунком | 1947            |
|                 |                 | 50 чонів        | 104×54          | синій                | Номінал із візерунком             | Номінал із візерунком | 1947            |
|                 |                 | 1 вона          | 114×61          | зелений помаранчевий | Робітник і селянин на фоні заводу | Пекту                 | 1947            |
|                 |                 | 5 вон           | 130×70          | бирюзовий            | Робітник і селянин на фоні заводу | Пекту                 | 1947            |
|                 |                 | 5 вон           | 130×70          | бирюзовий            | Робітник і селянин на фоні заводу | Пекту                 | 1947            |
|                 |                 | 10 вон          | 138×74          | зелений фіолетовий   | Робітник і селянин на фоні заводу | Пекту                 | 1947            |
|                 |                 | 10 вон          | 138×74          | зелений фіолетовий   | Робітник і селянин на фоні заводу | Пекту                 | 1947            |
|                 |                 | 100 вон         | 170х95          | червоний             | Робітник і селянин на фоні заводу | Пекту                 | 1947            |

### Серія 1959 року
У 1959 році було проведено деномінацію банкнот 1947 року у співвідношенні 100:1. 
| Серія 1959 року | Серія 1959 року | Серія 1959 року | Серія 1959 року | Серія 1959 року | Серія 1959 року                            | Серія 1959 року        | Серія 1959 року |
| Зображення      | Зображення      | Номінал         | Розміри (мм)    | Основні кольори | Опис                                       | Опис                   | Роки випуску    |
| Аверс           | Реверс          | Номінал         | Розміри (мм)    | Основні кольори | Аверс                                      | Реверс                 | Роки випуску    |
| --------------- | --------------- | --------------- | --------------- | --------------- | ------------------------------------------ | ---------------------- | --------------- |
|                 |                 | 50 чонів        | 130×60          | синій           | Номінал                                    | Номінал                | 1959            |
|                 |                 | 1 вона          | 150×64          | помаранчевий    | Риболовне судно                            | Номінал                | 1959            |
|                 |                 | 5 вон           | 156×68          | зелений         | Університет імені Кім Ір Сена              | Номінал                | 1959            |
|                 |                 | 10 вон          | 158×70          | червоний        | Тедонмун                                   | Селян з яблуками       | 1959            |
|                 |                 | 50 вон          | 191×90          | фіолетовий      | Залізничний міст через Тедонган у Пхеньяні | Селянка зі снопом рису | 1959            |
|                 |                 | 100 вон         | 250×96          | Світло-зелений  | Завод                                      | Кимгансан              | 1959            |

### Серія 1978 року
| Серія 1978 року | Серія 1978 року | Серія 1978 року | Серія 1978 року | Серія 1978 року    | Серія 1978 року                                                                       | Серія 1978 року                                          | Серія 1978 року |
| Зображення      | Зображення      | Номінал (вон)   | Розміри (мм)    | Основні кольори    | Опис                                                                                  | Опис                                                     | Роки випуску    |
| Аверс           | Реверс          | Номінал (вон)   | Розміри (мм)    | Основні кольори    | Аверс                                                                                 | Реверс                                                   | Роки випуску    |
| --------------- | --------------- | --------------- | --------------- | ------------------ | ------------------------------------------------------------------------------------- | -------------------------------------------------------- | --------------- |
|                 |                 | 1               | 130×65          | зелений рожевий    | Студент, піонери, спортсменка                                                         | Солдат з гвинтівкою, жінка з квітами, жінка з пістолетом | 1978            |
|                 |                 | 5               | 140×70          | Синій              | Робітник і селянка на фоні міста                                                      | Кимгансан                                                | 1978            |
|                 |                 | 10              | 150×75          | коричневий         | Чхолліма                                                                              | Металургійний комбінат Чхолліма                          | 1978            |
|                 |                 | 50              | 160×80          | зелений персиковий | Солдат з автоматом, селянка з пшеницею, партизан зі смолоскипом та робітник із книгою | Гірське озеро                                            | 1978            |
|                 |                 | 100             | 170×85          | рожевий            | Портрет Кім Ір Сена                                                                   | Мангенде                                                 | 1978            |

### Серія 1992—2007 років
| Серія 1992—2007 років | Серія 1992—2007 років | Серія 1992—2007 років | Серія 1992—2007 років | Серія 1992—2007 років   | Серія 1992—2007 років                                                    | Серія 1992—2007 років                        | Серія 1992—2007 років | Серія 1992—2007 років |
| Зображення            | Зображення            | Номінал (вон)         | Розміри (мм)          | Основні кольори         | Опис                                                                     | Опис                                         | Водяний знак          | Роки випуску          |
| Аверс                 | Реверс                | Номінал (вон)         | Розміри (мм)          | Основні кольори         | Аверс                                                                    | Реверс                                       | Водяний знак          | Роки випуску          |
| --------------------- | --------------------- | --------------------- | --------------------- | ----------------------- | ------------------------------------------------------------------------ | -------------------------------------------- | --------------------- | --------------------- |
|                       |                       | 1                     | 115×55                | зелений                 | Молода жінка с корзиною квітів                                           | Кимгансан                                    | Чхолліма              | 1992                  |
|                       |                       | 5                     | 125×60                | Синій                   | Студенти, Університет імені Кім Ір Сена і Палац школярів району Мангенде | Народний палац навчання                      | Чхолліма              | 1992                  |
|                       |                       | 5                     | 125×60                | Синій                   | Студенти, Університет імені Кім Ір Сена і Палац школярів району Мангенде | Народний палац навчання                      | Чхолліма              | 1998                  |
|                       |                       | 10                    | 135×65                | коричневий помаранчевий | Робітник і Чхолліма                                                      | Західноморський гідрокомплекс у місті Нампхо | Чхолліма              | 1992                  |
|                       |                       | 10                    | 135×65                | коричневий помаранчевий | Робітник і Чхолліма                                                      | Західноморський гідрокомплекс у місті Нампхо | Чхолліма              | 1998                  |
|                       |                       | 50                    | 145×69                | помаранчевий            | Члени ТПК та робітник на фоні Монумента ідеям чучхе                      | Пекту                                        | Монумент ідеям чучхе  | 1992                  |
|                       |                       | 100                   | 155×75                | червоний коричневий     | Портрет Кім Ір Сена                                                      | Мангенде                                     | Тріумфальна арка      | 1992                  |
|                       |                       | 200                   | 139×73                | блакитний зелений       | Магнолія Зібольда                                                        | Номінал                                      | Чхолліма              | 2005                  |
|                       |                       | 500                   | 155×75                | темно-зелений           | Кимсусанський меморіальний палац                                         | Міст Чхонню через річку Тедонган у Пхеньяні  | Тріумфальна арка      | 1998                  |
|                       |                       | 500                   | 155×75                | темно-зелений           | Кимсусанський меморіальний палац                                         | Міст Чхонню через річку Тедонган у Пхеньяні  | Тріумфальна арка      | 2007                  |
|                       |                       | 1000                  | 155×75                | зелено-блакитний        | Портрет Кім Ір Сена                                                      | Мангенде                                     | Тріумфальна арка      | 2002                  |
|                       |                       | 1000                  | 155×75                | зелено-блакитний        | Портрет Кім Ір Сена                                                      | Мангенде                                     | Тріумфальна арка      | 2006                  |
|                       |                       | 5000                  | 155×75                | фіолетовий              | Портрет Кім Ір Сена                                                      | Мангенде                                     | Тріумфальна арка      | 2002                  |
|                       |                       | 5000                  | 155×75                | фіолетовий              | Портрет Кім Ір Сена                                                      | Мангенде                                     | Тріумфальна арка      | 2006                  |

### Серія 2009 року
У серпні 2014 року было випущено банкнота номіналом 5000 вон нового зразка. Відтепер на лицьовій стороні зображений рідний дім Кім Ір Сена у Мангенде, а на зворотній — Виставка Дружби Народів.
| Серія 2009 року                              | Серія 2009 року | Серія 2009 року | Серія 2009 року | Серія 2009 року      | Серія 2009 року                                                         | Серія 2009 року                             | Серія 2009 року   | Серія 2009 року |
| Зображення                                   | Зображення      | Номінал (вон)   | Розміри (мм)    | Основні кольори      | Опис                                                                    | Опис                                        | Водяний знак      | Роки випуску    |
| Аверс                                        | Реверс          | Номінал (вон)   | Розміри (мм)    | Основні кольори      | Аверс                                                                   | Реверс                                      | Водяний знак      | Роки випуску    |
| -------------------------------------------- | --------------- | --------------- | --------------- | -------------------- | ----------------------------------------------------------------------- | ------------------------------------------- | ----------------- | --------------- |
|                                              |                 | 5               | 145×66          | блакитний сиіий      | професор і студент                                                      | Супхунська ГЕС                              | Магнолія Зібольда | 2009            |
|                                              |                 | 10              | 145×66          | зелений фіолетовий   | пілот, матрос і солдат                                                  | монумент перемоги у корейській війні        | Магнолія Зібольда | 2009            |
|                                              |                 | 50              | 145×66          | блакитний фіолетовий | члени ТПК і робітник                                                    | монумент на честь заснування ТПК у Пхеньяні | Магнолія Зібольда | 2009            |
|                                              |                 | 100             | 145×66          | сірий коричневий     | квітка магнолії                                                         | номінал                                     | Магнолія Зібольда | 2009            |
|                                              |                 | 200             | 145×66          | фіолетовий           | монумент Чхолліма                                                       | номінал                                     | Магнолія Зібольда | 2009            |
|                                              |                 | 500             | 145×66          | синій                | Тріумфальна арка у Пхеньяні                                             | номінал                                     | Магнолія Зібольда | 2009            |
|                                              |                 | 1000            | 145×66          | фіолетовий           | Рідний дім Кім Ір Сена у Мангенде                                       | Озеро Самджийон                             | Магнолія Зібольда | 2009            |
|                                              |                 | 2000            | 145×66          | блакитний синій      | Пік Чонільбон і рідний дім Кім Чен Іра у Пектусанському таємному таборі | Гори Пекту                                  | Магнолія Зібольда | 2009            |
|                                              |                 | 5000            | 145×66          | коричневий рожевий   | Кім Ір Сен                                                              | Рідний дім Кім Ір Сена у Мангенде           | Магнолія Зібольда | 2009            |
|                                              |                 | 5000            | 145×66          | коричневий           | Рідний дім Кім Ір Сена у Мангенде                                       | Міжнародна виставка дружби                  | Магнолія Зібольда | 2014            |
| Масштаб зображень — 1,0 пікселя на міліметр. |                 |                 |                 |                      |                                                                         |                                             |                   |                 |